# Villa di Stomennano

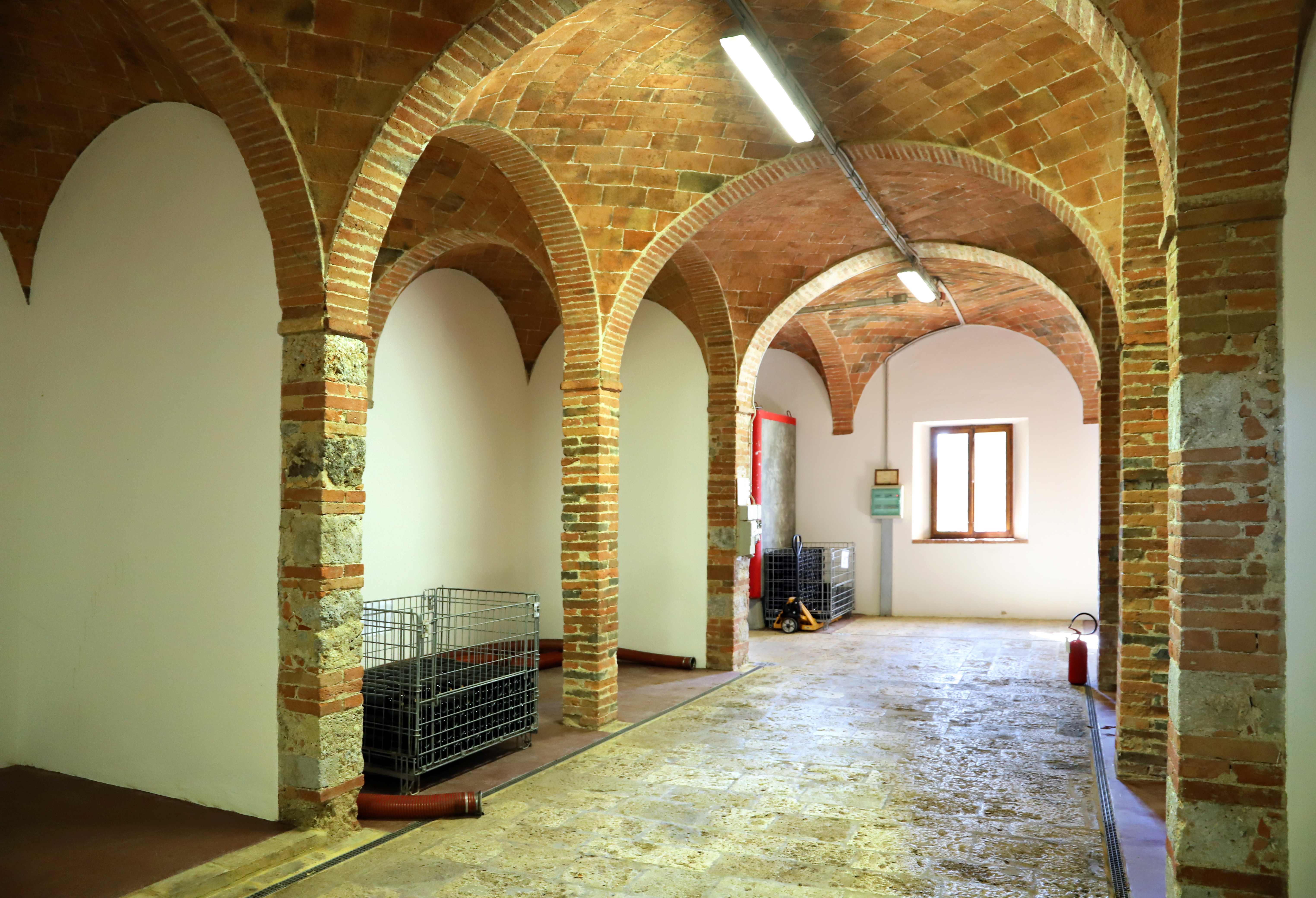
L'ex-cappella, oggi cantina

La villa di Stomennano è un edificio civile di Monteriggioni, situato nell'omonimo borgo.

## Storia e descrizione
La prima menzione certa dell'insediamento risale al 1059, e viene ricordato nel corso del Medioevo come sede di una comunità canonicale, probabilmente fortificata. Appartenne poi alle famiglie Accarigi e Griccioli, tuttora proprietaria della tenuta.
Oggi la villa mantiene poco dell'aspetto medievale, ed è composta essenzialmente da due corpi di fabbrica rettangolari gemelli e separati, raccordati al centro da un architrave balaustrato sostenuto da due colonne, in asse col lungo viale di cipressi. Una stanza voltata del corpo di destra, oggi usata come cantina, si presume fosse l'originaria cappella del borgo, composta da una navatella con cappelle laterali per gli altari.
Nei terrazzamenti sottostanti la villa è stato ricavato un giardino all'italiana, con aiuole geometriche fiorite, vasche poligonali, e che include anche un orto. Alle spalle della villa invece si estende un parco all'inglese, risalente al XIX secolo, in cui si trova un basso torrino, uno stagno, ed alcune statue decorative. Il bosco nasconde la vista, dall'edificio padronale, dei fabbricati rurali di quella che un tempo era la fattoria agricola.